# ミナミギンガメアジ
ミナミギンガメアジ（学名:Caranx tille）はアジ科に分類される大型の海水魚である。インド太平洋地域の熱帯、亜熱帯域に広く生息し、分布域は西は南アフリカ、東はフィジー、日本、オーストラリアまで広がっている。他種とは丸みを帯びた頭部や、その他の解剖学的特徴によって区別される。最大で全長80cm、体重7.2kgに達することが記録されている。沿岸性の種であり、岩礁やサンゴ礁、ラグーンなどで見られるが、深い外洋において海山付近からも記録がある。肉食魚であり、様々な種の魚類や甲殻類を捕食する。繁殖についてはほとんど分かっていない。漁業における重要性は高くないが、様々な漁法によって捕獲されることがある。釣りの対象魚として人気があり、また食用としても美味である。

## 分類
ギンガメアジはスズキ目アジ科のギンガメアジ属(Caranx)に属する。
本種はジョルジュ・キュヴィエによって、インドのポンディシェリから得られた標本をホロタイプとして1833年にはじめて記載された。彼は本種をCaranx tilleと命名した。種小名はポンディシェリの漁師の間で使われていた本種の呼び名、"koton tille"に由来する。キュヴィエによれば、標本を採集したジャン＝バティスト・レシェノーは本種を新種として記載することが正当か疑わしいとしていたが、地元の漁師たちは本種を他のアジとは別種とみなしていたという。本種はその後も三度再記載されている。最初に1851年にピーター・ブリーカーによってCaranx cynodonとして、次に1904年にヘンリー・W・ファウラーによってCaranx semisomnusとして、最後に1910年にAlvin SealeによってCaranx aurigaとして記載されている。Sealeによって命名された学名は、テンジクアジ(Carangichthys oblongus)に対して1884年にCharles Walter De Visが命名したCaranx aurigaという学名と全く同じホモニムになっていた。これを解消するためにWilliam OgilbyはCitula virgaという学名を、RoaxasとMartinはCaranx manilensisという学名を本種の新たな学名として提案した。しかしながら、これらの学名はキュヴィエによって命名されたC. tilleを除きすべて、国際動物命名規約に基づき後行シノニムとして無効とされている。

## 形態
ミナミギンガメアジは大型の種であり、最大で全長80cm、体重7.3kgに達したという記録がある。体型は同属種と類似しており、側偏した楕円形である。特に体の前方で背側が腹側よりもふくらんだ体型である。このために吻は丸みを帯びており、これが本種を他種と区別できる特徴のひとつとなっている。特に形態のよく似たギンガメアジ(Caranx sexfasciatus)とはこの特徴で区別が出来る。背鰭は二つの部分に分かれている。第一背鰭は8本の棘条からなり、第二背鰭は1本の棘条とそれに続く20本から22本の軟条からなる。臀鰭は、2本の棘条が前方に分離しており、その後ろに1本の棘条とそれに続く16本から18本の軟条が存在する。腹鰭は1本の棘条とそれに続く18本の軟条をもつ。側線は前方でやや湾曲しており、曲線部には53から54の鱗が、直線部には0から2の鱗と53から54の稜鱗（アジ亜科に独特の鱗）が存在する。胸部は完全に鱗で覆われている。眼には脂瞼（透明な瞼状の部分）がよく発達している。上あごには外側に犬歯からなる隙間の多い歯列が、内側に絨毛状歯からなる歯列が存在する。下あごには円錐形の歯からなる隙間の多い歯列が存在する。鰓篩数は22から25、椎骨数は24である。
若魚は体全体が白味を帯びたオリーブ色から銀灰色であり、鰭は白色から黒味を帯びた色である。成長につれて頭部と体の上部はより暗いオリーブ色から青みを帯びた灰色となり、下腹部は銀白色となる。第二背鰭はオリーブ色から黒色で、オニヒラアジ(Caranx papuensis)にみられるような白い縁取りはない。尾鰭と臀鰭は黄色味を帯びたオリーブ色から黒色である。鰓蓋上部の縁に黒色の斑をもつ。

## 分布

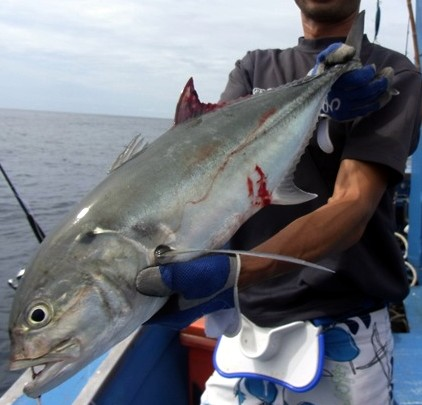
パラオで釣り上げられたミナミギンガメアジ

ミナミギンガメアジはインド洋と西太平洋の熱帯、亜熱帯域に広く生息する。生息域は西部では南アフリカとマダガスカル、アフリカ東海岸に沿ってタンザニアまで広がっている。タンザニアからインドまでの海域では報告がない。東部では生息域はインドから東南アジア、マレー諸島へと広がっている。生息域の南限はオーストラリア北部、北限は日本、東限はフィジーである。
日本においては1962年に山口県から、1983年に沖縄県から、2007年に鹿児島県から報告がある。報告された個体はいずれも体長30cm以下の若魚であり、成魚の記録はなされていない。
沿岸性の種であり、主に沿岸部のサンゴ礁や岩礁に生息し、砂底の湾やラグーンでもみられることがある。ソロモン諸島においては潮の満ち干に応じて移動することが知られており、満潮時にはラグーンの内部へ移動し、干潮になると外海の岩礁などに戻るという行動が観察されている。これは本種が獲物の小さな魚を追って、そういった小型魚の産卵場所であるラグーン内部まで移動しているものと考えられている。エスチュアリーの内部や、川の河口にも入ることがある。沿岸性の種でありながら太平洋マリアナ海溝西部の海山（頂部の水深が50m）という外洋性の環境からも記録がある。この場所で本種は他の沿岸性魚類とともに生息し、肉食魚として生態系のトップを占めていた。

## 生態
ミナミギンガメアジの生態は、食性についてわずかに知られているほかは未だほとんどが不明である。本種は肉食魚であり、魚や様々な種類の甲殻類を捕食する。上で述べたように満潮時には餌となる小型魚を追って、小型魚の産卵場所であるマングローブが茂るラグーンに入っていく行動が知られている。繁殖や成長の過程については全く分かっていない。

## 人間との関係
ミナミギンガメアジは生息域の全域において漁業における重要性は高くないが、局所的に本種が主要な漁獲対象となっている地域はある。例えばパプアニューギニアのウェワクでは本種と3種のフエダイで漁獲量の50％を占めており、本種がアジ科の中では最も多く漁獲されている。沖縄県の名護卸売市場では、本種は「がーら」という名で他のいくつかのアジ科、ヒイラギ科魚類と区別せずにせりに出されることがある。本種は地引き網などの様々な漁法によって漁獲される。キュヴィエによれば、食用魚として美味であるという。大型個体はしばしば釣りの対象となる。